# Stockholms Dövas Förening
Stockholms Dövas Förening (SDF) bildades den 3 maj 1868 under namnet Döfstumsföreningen på dövskolan i Stockholm, Manillaskolan, av tre grundare: direktör Ossian Edmund Borg, dövlärare Fritjof Carlbom och konstnären Albert Berg. Inspirationen kom från Tyskland, där världens äldsta dövförening finns i Berlin.
SDF fungerade från början som en riksförening för döva från hela Sverige, då det var Sveriges första dövförening. SDF är också Sveriges äldsta handikappförening och även först i Sverige med en sjukkasseverksamhet.
SDF är ansluten till Sveriges Dövas Riksförbund som bildades först år 1922 och riksförbundets största lokalförening med nästan tusen medlemmar.
SDF förvaltar Dövas Hus som är beläget bredvid Slakthusområdet vid Globen. Dövas Hus består av en verksamhetslokal med tillhörande café/bar som fått sitt namn efter grundaren Albert Berg: Café och bar Albert samt föreningens kansli med sju anställda (2007).